# Oxalis clematodes
Oxalis clematodes är en harsyreväxtart som beskrevs av J. D. Smith. Oxalis clematodes ingår i släktet oxalisar, och familjen harsyreväxter. Inga underarter finns listade i Catalogue of Life.